# Hal Patino
Hal Patino, född 8 augusti i Nevada, USA, är en amerikansk basist. Han debuterade i gruppen Speaks och har sedan dess spelat i bland annat Geisha.
Sedan 2001 spelar Patino bas i King Diamond och tillsammans med Michael Denner och Hank Shermann i Force of Evil, ett band som lades ner 2006.